# Andrea Noè
Andrea Noè (Magenta, 15 de gener del 1969) és un ciclista italià, ja retirat, que fou professional del 1993 al 2011.
Les seues bones condicions per a la muntanya li van permetre d'acabar en llocs destacats al Giro d'Itàlia, com ara quart en el del 2000, sisè en el del 2001 i novament quart l'any 2003. Va ser, a més, maglia rosa durant la desena etapa del Giro de 2007. També va acabar quart a la Fletxa Valona el 2002, segon a la Volta a Polònia el 2003 i cinquè a la Clàssica de Sant Sebastià el 2003. Va guanyar una etapa al Giro a Itàlia el 1998, va vestir el mallot rosa durant una etapa en aquella mateixa edició i dos dies el 2007. Company de Tony Rominger i Danilo Di Luca quan van guanyar el Giro el 1995 i el 2007, es convertí en el ciclista més veterà en dur un mallot de líder en una gran volta fins que Christopher Horner el va vestir a la Volta a Espanya del 2013.
Enfadat per no haver pogut competir en una darrera volta a Itàlia als 40 anys, que li hauria permès viure el seu setzè Giro (el rècord l'ostenta Wladimiro Panizza amb 18 participacions), es va incorporar a l'equip Ceramica Flaminia el 2010.
El 2011, vestint el mallot de l'equip Farnese Vini-Neri Sottoli, va poder disputar el seu setzè Giro als 42 anys. Un virus l'obligà a retirar-se de la cursa durant la catorzena etapa.
Se l'ha qualificat com un dels millors gregaris del ciclisme actual. El seu malnom, Brontolo, ve del seu costum de queixar-se sovint (brontorale, en italià). No obstant això se'l considera un molt bon professional i sovint els corredors joves l'esmenten com a exemple.

## Palmarès
- 1998
  - Vencedor d'una etapa del Giro d'Itàlia
- 2000
  - Vencedor d'una etapa del Tour de Romandia

### Resultats al Giro d'Itàlia
- 1994. Abandona (9a etapa)
- 1995. 36è de la classificació general
- 1996. 37è de la classificació general
- 1997. 11è de la classificació general
- 1998. 15è de la classificació general. Vencedor d'una etapa. Porta el mallot rosa durant 1 etapa
- 1999. 28è de la classificació general
- 2000. 4t de la classificació general
- 2001. 6è de la classificació general
- 2002. 20è de la classificació general
- 2003. 4t de la classificació general
- 2004. 17è de la classificació general
- 2005. 45è de la classificació general
- 2006. 38è de la classificació general
- 2007. 35è de la classificació general Porta el mallot rosa durant 2 etapes
- 2008. 39è de la classificació general
- 2011. Abandona (14a etapa)

### Resultats a la Volta a Espanya
- 1993. 68è de la classificació general
- 1997. 52è de la classificació general
- 1999. 41è de la classificació general
- 2001. No surt (9a etapa)
- 2002. Abandona (8a etapa)

### Resultats al Tour de França
- 2003. 74è de la classificació general
- 2004. 99è de la classificació general